# 薛随建
薛随建（1964年9月—），男，汉族，中国天文学家，曾任中国科学院国家天文台副台长，中国天文学会理事。